# Герб Малайзии
Герб Малайзии представляет собой сложный щит, разделенный на несколько полей. Сверху в красном поле — пять национальных кинжалов — крисов — символ пяти бывших нефедерированных малайских княжеств (Джохор, Кедах, Перлис, Келантан, Тренгану). Слева на щите — арековая пальма и изображение моста над водой — символ штата Пенанг, справа — дерево малакка — символ штата Малакка, которые прежде входили в колонию Стрейтс-Сетлментс. В центре — слева направо одинаковые по размеру красный, чёрный, белый и жёлтый прямоугольники — цвета бывших федерированных малайских княжеств: чёрный и белый — Паханга, красный и жёлтый — Селангора, чёрный, белый и жёлтый — Перака, красный, чёрный и жёлтый — Негери-Сембелан. Внизу слева — символ штата Сабах, справа — изображение птицы-носорога — символ штата Саравак, между ними — национальный цветок гибискус (бунга рая).
Щитодержателями являются два стоящих на задних лапах тигра — символ храбрости и силы. Каждый из них одной лапой опирается на жёлтую ленту с девизом на малайском языке «В единстве — сила» (девиз повторён дважды: на латинице и на «джави» — арабизированной письменности), а другими поддерживает щит. Над щитом — жёлтые полумесяц и звезда с 14 равными лучами. 
Герб Малайзии в современном виде утвержден в 1988 году

## Галерея

1946-1963
1963-1965
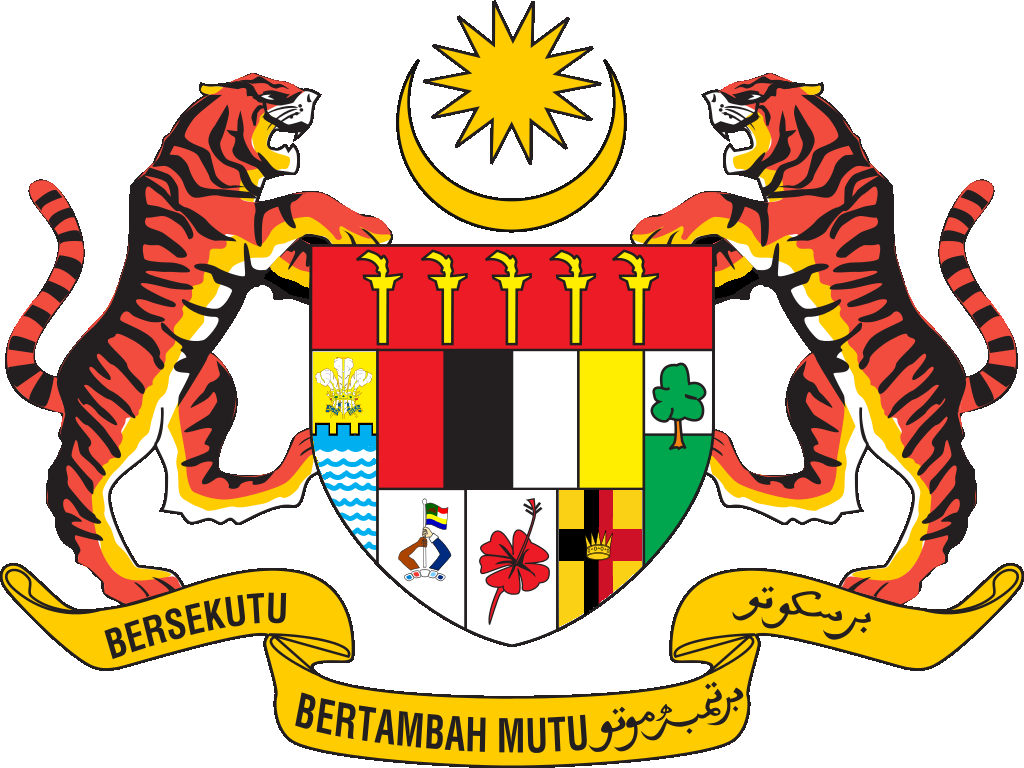
1965-1975
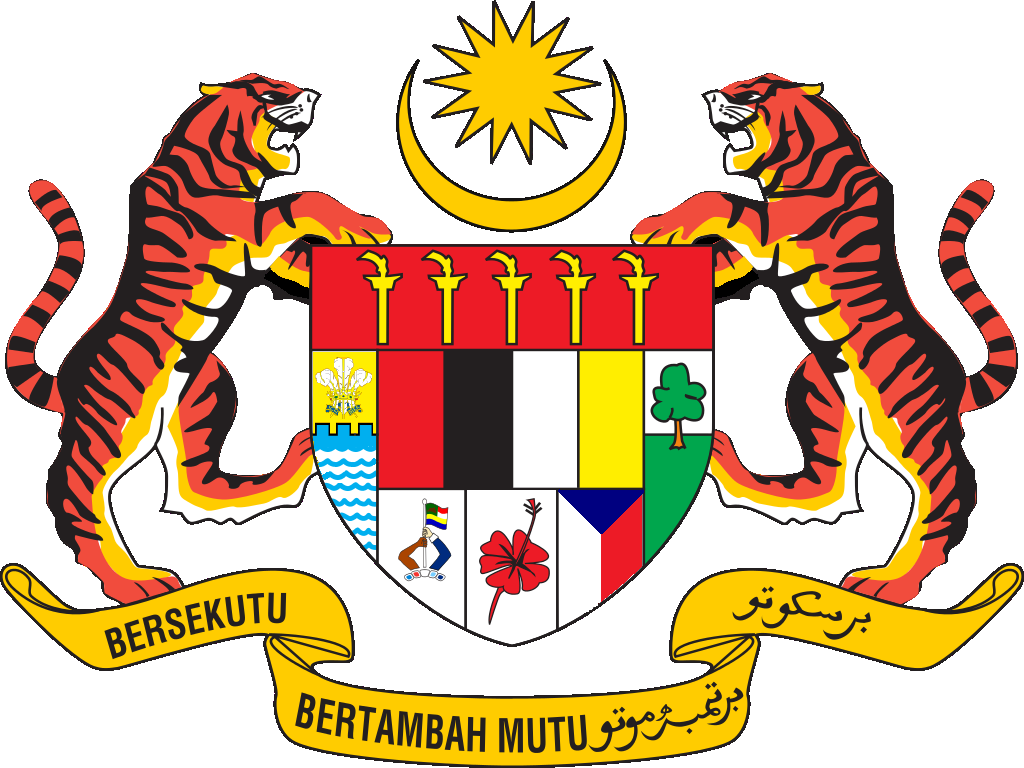
1975-1988